# Royaume de Frise
600–734
Entités précédentes :
- Germanie

Entités suivantes :
- Francie

Submersion de la Frise

Le royaume de Frise, également connu sous le nom Magna Frisia (« Grande Frise » en latin), était un royaume frison dans ce que sont maintenant les Pays-Bas et le nord de l'Allemagne, établi autour de l'an 600.
Le royaume a pris fin en 734, après la bataille du Boarn lors de laquelle le roi Poppo Ier a été battu par le royaume franc. Plusieurs autres rois auraient régné, mais leur existence n'a pas été démontrée : ce sont soit des rois légendaires soit des rois presque inconnus.

## Localisation
Le domaine des Frisons (descendant de la tribu germanique des Frisii) s'étend sur une large bande côtière de la mer du Nord, de l'actuelle Bruges à la Weser, en passant par le delta de la Meuse et du Rhin. La zone centrale se situait entre l'actuelle IJsselmeer et l'Ems.
Avec pour capitale les villes de Dorestad et Utrecht, le royaume était frontalier de la Francie au sud et des Saxons à l'est.
C'est durant la seconde moitié du VIIe siècle que le royaume de Frise atteint son extension géographique maximale.

## Organisation sociale
Les chroniques frisonnes nous indiquent qu'il existait quatre classes sociales, les nobles appelés Æthelings (nobiles dans les documents en latin) ainsi que les frilings, formant tous deux les « Frisons libres » (pouvant intenter une action à la cour).
Au bas de l'échelle sociale sociale se trouvent les serfs appelés laten (ou liten) ainsi que les esclaves (l'esclavage n'étant pas totalement aboli mais tendant à disparaître).
Les laten louent des terres qui ne leur appartiennent pas (comme la coutume du servage), mais à la différence des esclaves peuvent racheter leur liberté au bout d'un certain temps.

## Histoire
Depuis la fin de l'Antiquité, la zone côtière de la Frise est très peu peuplée à cause de nombreuses inondations (ayant rendu la terre en grande partie inhabitable entre les IVe et VIe siècles).
C'est au VIe siècle que la Frise reçoit des apports de nouveaux colons, principalement des Angles, Saxons et Jutes. Ces nouveaux peuples mélangés sont alors connus sous le nom de Frisons (même s'ils ne sont pas nécessairement les descendants des anciens Frisii).
Le roi semi-légendaire de cette période associée aux migrations de peuples germaniques est Finn Folcwalding (qui meurt à la bataille de Finnsburg contre le prince danois Hnæf, aidé dans la légende par les frères Hengist et Horsa).
Le premier roi de Frise non légendaire et attesté par les chroniques de l'époque est Audulf, qui frappe des pièces de monnaie.
À cette époque, la Frise n'est constituée que de tribus autonomes avec peu de liens entre elles et centrées sur des groupes guerriers sans grande puissance.
Le religieux Wilfrid pénètre dans le royaume en 678 et y introduit de manière épisodique le christianisme à la cour royale.
L'histoire du royaume de Frise est lié aux tumultes avec leur grand voisin de Francie au sud. Alors que le roi Aldgisl Ier de Frise reste en grande partie en paix avec les Francs (excepté quelques affrontements avec le maire du palais de Neustrie Ébroïn au niveau des anciennes frontières romaines), son successeur Radbod Ier de Frise s'illustre par plusieurs conflits avec ces derniers.

### Guerre contre les mérovingiens
Les affrontements sont pour la plupart liés au contrôle du delta de la Meuse et du Rhin, dominé par les Frisons. Durant la bataille de Wijk bij Duurstede (aussi appelée bataille de Dorestad) sur les rives du Rhin contre le maire du palais d'Austrasie Pépin de Herstal, Radbod Ier perd la partie occidentale de son royaume et l'embouchure de la Meuse et du Rhin (ainsi que les châteaux d'Utrecht et de Vechten).
Dans les régions dominées par les Francs commence alors la christianisation massive du royaume à partir de 690 par l'intermédiaire de Willibrord (qui fonde alors le futur Évêché d'Utrecht).
Après la mort de Pépin de Herstal, Radbod rassemble ses troupes et récupère les territoires perdus précédemment au profit du maire du palais franc Charles Martel, mais Radbod meurt en 719, lui succédant Poppo Ier de Frise.
C'est sous le règne de Poppo que Charles Martel reconquiert la Frise occidentale à partir de 720. En 733, Charles Martel rassemble environ 5 000 hommes et envoie de nouveau ses troupes en Frise (repoussés jusqu'à Eastergoa). S’ensuit alors en 734 la bataille du Boarn contre le roi Poppo et ses 2 500 hommes environ. Poppo meurt durant la bataille (et les idoles païennes sont détruites par les Francs), marquant alors la vassalisation du royaume de Frise par le royaume franc.

## Rois de Frise
| N° | Nom              | Période de règne |
| -- | ---------------- | ---------------- |
|    | Finn Folcwalding | VIe siècle       |
| 1  | Audulf           | ~ 600            |
| 2  | Aldgisl          | 654-680          |
| 3  | Radbod Ier       | 680-719          |
| 4  | Poppo Ier        | 719-734          |

## Galerie

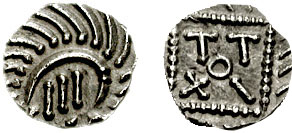
Sceattas de Frise (~ 710-735)
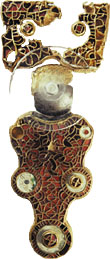
Objet d'art du royaume de Frise daté du VIIe siècle et retrouvé à Wijnaldum en 1953